# 2011 UA412
2011 UA412, também escrito como 2011 UA412, é um objeto transnetuniano que está localizado no Cinturão de Kuiper, uma região do Sistema Solar. Este corpo celeste é classificado como um cubewano. Ele possui uma magnitude absoluta de 8,7 e tem um diâmetro estimado com cerca de 80 km.

## Descoberta
2011 UA412 foi descoberto no dia 24 de outubro pelo astrônomo M. Alexandersen.

## Órbita
A órbita de 2011 UA412 tem uma excentricidade de 0,146 e possui um semieixo maior de 46,166 UA. O seu periélio leva o mesmo a uma distância de 39,406 UA em relação ao Sol e seu afélio a 52,927 UA.